# Nederlandse Publieke Omroep
Stichting Nederlandse Publieke Omroep (tạm dịch: Tổ chức Phát thanh và Truyền hình công cộng Hà Lan, viết tắt là NPO, tiếng Anh: Dutch Public Broadcaster hoặc Dutch Foundation for Public Broadcasting) là một tổ chức phát thanh và truyền hình công cộng của Hà Lan chuyên cung cấp dịch vụ phát thanh công cộng toàn Hà Lan. NPO cũng là chủ sở hữu của giấy phép phổ tần vô tuyến và các tần số DVB-T và DAB+ công cộng.

## Đạo luật truyền thông 2008
Theo Điều 2.2 của Đạo luật Truyền thông Hà Lan năm 2008, NPO được chỉ định làm tổ chức quản lý hệ thống phát thanh truyền hình công cộng của Hà Lan cho đến năm 2020. Đứng đầu tổ chức này có hai cơ quan: Hội đồng quản trị điều hành toàn bộ hệ thống phát thanh và truyền hình công cộng và Ban kiểm soát.

## Lịch sử
Trước khi tái cơ cấu vào những năm 2000, hệ thống phát sóng công cộng của Hà Lan được quản lý bởi một tổ chức phát sóng công cộng khác là Nederlandse Omroep Stichting (NOS).
Ngày 18 tháng 5 năm 2019, sau chiến thắng tại Eurovision Song Contest 2019 với bài hát của Duncan Laurence "Arcade", Hà Lan và NPO (với đài AVROTROS, và NOS) sẽ tổ chức Eurovision Song Contest 2020 tại Rotterdam; nhưng cuộc thi sau đó đã bị hủy bỏ do đại dịch COVID-19, và sau đó Rotterdam vẫn sẽ là địa điểm tổ chức cho năm tiếp theo của cuộc thi.

## Mục tiêu
Các mục tiêu chính của NPO là:
- Thúc đẩy sự hợp tác và gắn kết giữa các đài truyền hình quốc gia
- Cung cấp cho các đài truyền hình thời gian / không gian phát sóng trên các phương tiện truyền thông
- Phân bổ ngân sách giữa các đài truyền hình
- Cung cấp hỗ trợ phân phối (bán hàng) và phụ đề cho các đài truyền hình
- Thực hiện nghiên cứu độc lập về chất lượng và hình ảnh người tiêu dùng của các nền tảng phát thanh, truyền hình và web [3]

## Địa vị quốc tế
NPO là một thành viên của Liên hiệp Phát sóng châu Âu.

## Giải thưởng
Năm 2013, NPO đã trở thành người chiến thắng giải thưởng Prix Europa cho Kịch bản truyền hình viễn tưởng hay nhất của một người mới (cho kịch bản của bộ phim The Deflowering of Eva Van End, do Anne Barnhoorn hợp tác với NPO viết kịch bản).

## Tư liệu tham khảo
- Đạo luật truyền thông và chính sách truyền thông - Cổng thông tin điện tử Chính phủ Hà Lan
- Đài truyền hình - Cổng thông tin điện tử Chính phủ Hà Lan